# Silvio Mangion
Salvatore „Silvio” Mangion (1965 –) Málta egyetlen ismert sorozatgyilkosa. 

## Élete és a gyilkosságok
Gyerekkoráról nem tudni. Mangion munkanélküli szkizofrén volt. 
Első áldozata egy 54 éves férfi volt, Zammit Rozina. Zammitot 37-szer szúrta meg a nyakán, mellkasán és a hasán. Az indíték rablás volt, és a férfitól 200 máltai lírát lopott el. Zammit holttestét 1984 február 8-án találták meg. Később Mangion ezt a gyilkosságot bevallotta. 
1986. október 30-án két társával, Leli és Oswaldo Spiterivel bekopogtak a 68 éves Maria Stella Magrinhoz, mikor Magrin kinyitotta az ajtót, Mangionék követelték Magrin összes pénzét. Magrin fáklyafénnyel vezette körbe Mangionékat a házban, mert nem volt áram. Magrin átadott egy pénzösszeget. Majd Mangion 13-szor megszúrta Magrint, hogy ne tudja azonosítani Mangionékat. 
1998. augusztus 16-án Mangion úgy döntött, hogy kirabolja szomszédait, a 71 éves Giuseppát és a 75 éves Francesco "Frenc" Savario Cassart. Mangion, mielőtt becsengetett volna szomszédjához, bevett pár tablettát, ivott egy kis alkoholt, és összeszedte bátorságát. Guiseppa ajtót nyitott neki, és Mangion a hasába és jobb karjába szúrt. Guiseppa túlélte, és segítségül hívta testvérét. Mangion, miután meglátta Francesco Savario Cassart, egyből nekitámadt, és többször is halálosan mellkason szúrta. Ezután Mangion elmenekült. 

## Tárgyalás
Nem sokkal a Cassar-gyilkosság után Mangiont letartóztatták, és hamarosan vádat emeltek. A 2002. november 26-i tárgyalás során az esküdtek megállapították, hogy a gyilkosság idején józan volt, és 2004. január 5-én, az esküdtszéki tárgyalás elején bűnösnek vallotta magát. Mangiont 21 év börtönre ítélték Frenc meggyilkolásáért és Giuseppa meggyilkolásának kísérletéért. 
Mangiont a többi gyilkosságért nem ítélték el, mert akkoriban nem tudták, hogy ő követte el azokat. Elítélése után egy évvel több rabnak is beszélt a gyilkosságokról. Az egyik rab Steven Spiteri volt. Steven jelentette a rendőrségnek Mangion állításait. Mangiont kihallgatták, és mindent bevallott. Két bűntársa meghalt, mielőtt a többi gyilkosság kiderült volna. Leli Spiteri 2000-ben, Oswaldo Spiteri pedig felakasztotta magát. Mangiont 2010. június 23-án életfogytiglanra ítélték Rozina Zammit meggyilkolása miatt. Később ismét életfogytiglanra ítélték Maria Magrin meggyilkolása miatt.